# Богдан Томалевски
Богдан Наумов Томалевски е български архитект, една от водещите фигури в българската архитектура през втората половина на XX век.

## Биография
Богдан Томалевски е роден на 28 август 1924 година в София в семейството на македонския деец Наум Томалевски (1882 – 1930). През 1951 година завършва архитектура в Държавната политехника, след което в продължение на четири десетилетия работи в проектантската организация „Софпроект“, като проектант, началник на отдел, ръководител на ателие (от 1978) и директор на дирекция „Център“ (от 1984).
Сред първите по-значими проекти на Томалевски е градоустройственото решение на жилищния комплекс „Владимир Заимов“ (от 1956 с колектив), последван от градоустройствените проекти на софийските комплекси Лагера и Младост I (от 1964), на които е главен проектант. Негово дело са и жилищните кооперации по ул. „Сан Стефано“ до Докторската градина.
През следващите години Томалевски често работи съвместно с архитект Лозан Лозанов. Двамата проектират сградата на Дома на борците против фашизма и капитализма (днес централа на Българската социалистическа партия). Заедно с Бисера Рибарова проектират сградата на Българските професионални съюзи. Томалевски, Лозанов и Никола Антонов са проектанти и на новата сграда на Министерство на външните работи.
Богден Томалевски умира на 4 май 2012 година.

## Памет
На архитект Богдан Томалевски е наречена улица в квартал „Младост 4“ в София (Карта).

## Награди и отличия
- 1959 г. – Димитровска награда (като част от колектив);
- 1976 г. – Орден „Народна република България“ – ІІІ степен;
- Почетно звание „заслужил архитект“;
- 1984 г. – Орден „Народна република България“ – І степен;
- 2005 г. – Държавна награда „Св. Паисий Хилендарски“ за принос в утвърждаването на българската културна идентичност.[4][5]